# Соловенька
Соловенька  (Соловеньки) — деревня  в  Смоленской области России,  в Глинковском районе. Население – 5 жителей (2007 год). Расположена в центральной части области  в 19 км к юго-востоку от села Глинка,  в 9 км южнее  автодороги Р96 Новоалександровский(А101)- Спас-Деменск — Ельня — Починок. В 15 км севернее деревни железнодорожная станция 524-й км на линии Смоленск - Сухиничи. Входит в состав Бердниковского сельского поселения.

## История
В годы Великой Отечественной войны деревня была оккупирована гитлеровскими войсками в июле 1941 года, освобождена в ходе Ельнинско-Дорогобужской операции в 1943 году.

## Интересные факты
На сайте twitch.tv есть пользователь с никнеймом Solovenky 